# Hamun-e Tagur
Hamun-e Tagur (persiska: هامون تگور) är en saltslätt i Iran.   Den ligger i provinsen Sistan och Baluchistan, i den sydöstra delen av landet, 1 200 km sydost om huvudstaden Teheran.